# Jean Puy
Jean Puy (Roanne, 8 novembre 1876 – Roanne, 6 marzo 1960) è stato un pittore e poeta francese.

## Biografia
Il percorso di studi artistici e di perfezionamento di Puy incluse la Scuola delle Belle Arti di Lione e un soggiorno a Parigi, nel 1898, sotto la guida dei maestri Jean-Joseph Laurens, pittore e litografo e di Eugène Carrière, pittore simbolista.
Il suo debutto ufficiale è considerato quello avvenuto al Salon d'Automne del 1904, assieme al movimento dei Fauves, anche se già nel 1901 provò a farsi notare, non riuscendovi, ad una mostra di artisti indipendenti.
Lavorò alacramente soprattutto in Bretagna e nei pressi di Roanne, e quando soggiornava a Parigi, stava molto distante dalle manifestazioni polemiche, anche a causa del suo carattere.
Strinse amicizia con André Derain e Henri Matisse, ma fu influenzato anche da Paul Gauguin, dalla Scuola di Pont-Aven e dal gruppo dei Nabis.
Aderì a tutte le manifestazioni dei Fauves, anche se gli elementi di contatto e di comunanza tra le sue opere e quelle dei Fauves risultarono piuttosto esigue.
Il suo stile si caratterizzò per un dolce impasto dai toni chiari e per una disciplinata miscela di realtà e immaginazione.
Tra le sue altre attività si ricordano quella di illustratore di libri e di scrittore di poesie.

## Opere

### Roanne
- Portrait présumé d’Eugénie Frémissard, modèle de l'artiste, verso 1905 ;
- Autoportrait, 1908 ;
- Le Moine, dit aussi le liseur, verso 1903 ;
- Portrait de jeune fille au turban, 1913 ;
- La Lecture, 1923 ;
- Lus-La-Croix-Haute verso 1926 ;
- Vue du port, 1925 ;
- L'Almée ou femme assise, 1907 ;
- Nu dans l'atelier ;
- Portrait de Jean Puy 1930-1935 ;
- Femme nue, 1913 ;
- Le Modèle au jardin, 1938 ;
- L'Arrivée du bateau à vapeur au port de Palais, Belle-île-en-mer, dal 1921 al 1925 ;
- Le Port de Saint-Tropez, verso 1925.

### Mosca
- Ruines du pont romain à Saint-Maurice, 1909 ;
- Scène d'atelier, 1912 ;
- Vaso Femmes nues, dipinto su terracotta; ;
- Scatola da tè Visages féminins, dipinto su terracotta; ;
- Scatola da tè Femme sautant à la corde, dipinto su terracotta;.

### San Pietroburgo
- Paysage vers Saint-Alban, 1902 ;
- Portrait de la femme de l'artiste sul davanti, Nu dans un intérieur sul retro, 1903 ;
- L'Été, 1906.